# Eagle (Calder)
Eagle és una escultura abstracta d'Alexander Calder. Està situada a l'Olympic Sculpture Park de Seattle, Washington.

## Història
Va ser ubicat primerament a l'edifici Bank One, al número 500 del carrer Throckmorton a Fort Worth, Texas, encarregat per Fort Worth National Bank. Va ser construït l'any 1971 amb xapa d'acer pintada. Erigida el 15 de febrer de 1974, va ser reubicada l'any 2000, com a donació al Museu d'Art de Seattle per John i Mary Shirley.